# Monogatari (series)
Monogatari (〈物語〉シリーズ) là một series light novel do Nisio Isin sáng tác và Vofan minh hoạ. Cốt truyện xoay quanh Araragi Koyomi, một nam sinh cuối cấp ba đã may mắn sống sót sau khi bị ma cà rồng tấn công. Từ đó anh liên tục bị cuốn vào những rắc rối liên quan đến quái dị, ám linh, thần thánh và các hiện tượng siêu nhiên khác. Những sự kiện này gắn liền với các cô gái xung quanh Araragi và thường đóng vai trò là hình tượng đại diện cho những vấn đề tâm lý phức tạp của họ. Kể từ tháng 11 năm 2006, Kodansha đã xuất bản 29 tập của tác phẩm dưới ấn hiệu Kodansha Box. Tại Việt Nam, bộ tiểu thuyết được phát hành bởi IPM. Tất cả phần truyện trong series đều có hậu tố -monogatari (物語).
Shaft đã thực hiện các bản chuyển thể anime của series Monogatari từ năm 2009. Mùa anime đầu tiên bao gồm 30 tập phim, được phát sóng tại Nhật Bản từ tháng 7 năm 2009 đến tháng 12 năm 2012. Mùa thứ hai bao gồm 28 tập phim, được phát sóng từ tháng 7 đến tháng 12 năm 2013, và mùa thứ ba, bao gồm 42 tập phim, được phát sóng từ tháng 12 năm 2014 đến tháng 6 năm 2019. Bộ ba phim anime điện ảnh tiền truyện Kizumonogatari đã được công chiếu vào năm 2016 và 2017. Anime chuyển thể từ các tiểu thuyết thuộc "Off Season" và "Monster Season" đã lên sóng từ tháng 7 đến tháng 10 năm 2024. Một bản chuyển thể manga do Oh! great minh hoạ mang tên Bakemonogatari đã được đăng dài kỳ trên tạp chí Weekly Shōnen Magazine của Kodansha từ tháng 3 năm 2018 đến tháng 3 năm 2023.

## Tổng quan

### Không gian và hình tượng
Hầu hết nhân vật nữ đều sở hữu một vật tượng trưng cho quái dị họ đối mặt như dập ghim của Senjōgahara (càng cua), cặp sách của Hachikuji (vỏ ốc sên), cánh tay của Kanbaru (tay khỉ), mũ và áo khoác của Sengoku (đầu và da rắn), và bộ đồ thể thao đen vàng của Karen (màu sắc của ong). Mặc dù có kết hợp các yếu tố kỳ ảo, kinh dị và hành động nhưng series chủ yếu tập trung vào những mối quan hệ và cuộc đối thoại giữa các nhân vật, vốn lồng ghép nhiều lối chơi chữ và khiếu hài hước đặc trưng của Nisio Isin.

### Tiền đề
Series Monogatari xoay quanh Araragi Koyomi, một nam sinh cuối cấp ba, anh đã khôi phục gần như toàn bộ phần người của mình sau khoảng thời gian ngắn hoá thành ma ca rồng trong kỳ nghỉ xuân. Một ngày nọ, Senjōgahara – cô bạn ẩn mình cùng lớp ngã khỏi cầu thang trường và rơi vào vòng tay Araragi. Anh ngạc nhiên khi nhận ra cô gần như không có trọng lượng, thách thức các định luật vật lý. Mặc dù bị cô đe doạ tránh xa khỏi mình, Araragi đã đề nghị giúp đỡ và giới thiệu cô với Oshino Meme – một ông chú trung niên lập dị sống trong trong một trường luyện thi bỏ hoang, ông là người đã giúp anh đảo ngược việc hoá ma cà rồng. Sau khi được Araragi giúp giải quyết vấn đề của mình, Senjōgahara đã tỏ tình với anh.
Khi câu chuyện tiếp tục tiến triển, Araragi nhận thấy bản thân liên quan đến những cô gái khác có điểm chung đều bị ảnh hưởng bởi "quái dị" (怪異 kaii, n.đ. "điều dị thường"): một cô bé tên Hachikuji Mayoi; đàn em Kanbaru Suruga; Sengoku Nadeko, một người bạn của các em gái anh; lớp trưởng Hanekawa Tsubasa; và hai người em gái Karen và Tsukihi. Để đối phó với các quái dị mà sự tồn tại của chúng vốn liên kết mật thiết với cảm xúc con người và thường có hình dạng tượng trưng bởi động vật, Araragi dựa vào sự chỉ dẫn về các hiện tượng siêu nhiên từ Oshino và sau này, từ Shinobu, ma cà rồng tóc vàng mạnh mẽ một thời từng tấn công anh và sau đó trở thành hình hài một bé gái tám tuổi.

## Sáng tác
Với việc series Zaregoto, tác phẩm trước đó của Nisio Isin, được chấp nhận là một light novel, ông đã quyết định sáng tác truyện ngắn đầu tiên của Monogatari, "Hitagi Crab", bằng một cách tiếp cận chính quy hơn.:43 Việc này không phải một bước chuyển đơn giản từ light novel sang văn học chính quy, mà là một thử nghiệm để xem ông có thể viết một light novel mà không cần minh hoạ hay không.:43 Tuy nhiên, đến truyện thứ ba của series, "Suruga Monkey", một quyết định đã được đưa ra rằng minh hoạ sẽ được thêm vào khi xuất bản và ông đã điều chỉnh hướng tiếp cận của mình cho phù hợp.:43 Ông đã đề cập rằng bầu không khí giữa Kizumonogatari và Nisemonogatari khác nhau vì ông biết Nisemonogatari sẽ được chuyển thể thành anime.:45

## Phương tiện

### Light novel
Series Monogatari ban đầu được Nisio Isin viết dưới dạng một loạt truyện ngắn không có minh hoạ cho tạp chí văn học Mephisto của Kodansha. Ba truyện đầu tiên đã được xuất bản trong các số tháng 9 năm 2005, tháng 1 năm 2006 và tháng 5 năm 2006 của tạp chí, và sau đó được tổng hợp trong một tập light novel tên Bakemonogatari (化物語 n.đ. 'Quái Yêu Truyện') vào ngày 2 tháng 11 năm 2006. Tập Bakemonogatari thứ hai gồm hai chương mới được phát hành vào tháng 12 năm 2006. Cả hai tập đều được xuất bản dưới ấn hiệu Kodansha Box và minh hoạ bởi hoạ sĩ người Đài Loan Vofan, người vẽ minh hoạ cho toàn bộ tác phẩm sau này.
Một tiền truyện của Bakemonogatari tên "Koyomi Vamp" (こよみヴァンプ Koyomi Vuanpu) đã được xuất bản trong số tháng 2 năm 2008 của tạp chí Pandora. Sau đó truyện được phát hành trong một tập light novel tên Kizumonogatari (傷物語 "Thương Truyện") vào tháng 5 năm 2008. Phần tiếp theo trong loạt truyện, Nisemonogatari (偽物語 "Giả Truyện"), được phát hành trong hai tập vào tháng 9 năm 2008 và tháng 6 năm 2009. Tập Nekomonogatari (猫物語 "Miêu Truyện") đầu tiên với phụ đề Kuro (黒 "Đen") được phát hành vào tháng 7 năm 2010, bao gồm một tiền truyện khác của Bakemonogatari tên "Tsubasa Family" (つばさファミリー Tsubasa Famirī).
Loạt truyện thứ hai của Monogatari được gọi là "Second Season", phát hành từ năm 2010 đến 2011, đi sâu hơn vào mối quan hệ giữa Koyomi với mỗi nhân vật nữ. Tập Nekomonogatari thứ hai với phụ đề Shiro (白 "Trắng") được phát hành vào tháng 10 năm 2010. Năm truyện tiếp theo được xuất bản trong năm tập: Kabukimonogatari (傾物語 "Lệch Truyện") vào tháng 12 năm 2010, Hanamonogatari (花物語 "Hoa Truyện") vào tháng 3 năm 2011, Otorimonogatari (囮物語 "Mồi Truyện") vào tháng 6 năm 2011, Onimonogatari (鬼物語 "Quỷ Truyện") vào tháng 9 năm 2011, và Koimonogatari (恋物語 "Luyến Truyện") vào tháng 11 năm 2011.
Loạt truyện thứ ba của Monogatari được gọi là "Final Season", phát hành từ năm 2012 đến 2014, đào sâu hơn vào tiểu sử của nhân vật Oshino Ougi, người họ hàng giả tưởng của Oshino Meme. Có bốn truyện được xuất bản trong sáu tập: Tsukimonogatari (憑物語 "Hữu Truyện") vào tháng 9 năm 2012, một bộ sưu tập 12 truyện ngắn tên Koyomimonogatari (暦物語 "Lịch Truyện") vào tháng 5 năm 2013, ba tập của Owarimonogatari (終物語 "Kết Truyện") vào tháng 10 năm 2013, tháng 1 năm 2014, và tháng 4 năm 2014, và Zoku Owarimonogatari (続・終物語 "Kết Truyện・Tiếp Theo") vào tháng 9 năm 2014.
Loạt truyện thứ tư của Monogatari được gọi là "Off Season", phát hành từ năm 2015 đến 2017, bao gồm những câu chuyện bên lề về nhiều nhân vật. Có bốn truyện được xuất bản trong bốn tập: Orokamonogatari (愚物語 "Ngốc Truyện") vào tháng 10 năm 2015, Wazamonogatari (業物語 "Nghiệp Truyện") vào tháng 1 năm 2016, Nademonogatari (撫物語 "Nadeko Truyện") vào tháng 7 năm 2016, và Musubimonogatari (結物語 "Cuối Truyện") vào tháng 1 năm 2017.
Loạt truyện thứ năm của Monogatari được gọi là "Monster Season", phát hành từ năm 2017 đến năm 2021, theo chân cuộc sống của Araragi khi anh đang là sinh viên đại học. Có sáu truyện được xuất bản trong sáu tập: Shinobumonogatari (忍物語 "Nhẫn Truyện") vào tháng 7 năm 2017, Yoimonogatari (宵物語 "Đêm Truyện") vào tháng 6 năm 2018, Amarimonogatari (余物語 "Dư Truyện") vào tháng 4 năm 2019, Ougimonogatari (扇物語 "Quạt Truyện") vào tháng 10 năm 2020, và hai tập của Shinomonogatari (死物語 "Tử Truyện") vào tháng 8 năm 2021.
Loạt truyện thứ sáu của Monogatari được gọi là "Family Season", bắt đầu phát hành từ năm 2023. Tính tới hiện tại, chỉ có một tập đã được xuất bản: Ikusamonogatari (戦物語 "Chiến Truyện") vào tháng 5 năm 2023.
Vertical giữ quyền phát hành bản tiếng Anh của bộ tiểu thuyết từ năm 2015. Công ty mở màn loạt ấn phẩm bìa mềm của mình với Kizumonogatari vào ngày 15 tháng 12 năm 2015, và sau đó phát hành tiểu thuyết Bakemonogatari trong ba tập: tập đầu tiên vào tháng 12 năm 2016, tập thứ hai vào tháng 2 năm 2017, và tập thứ ba vào tháng 4 năm 2017. Đến tháng 12 năm 2020, các tiểu thuyết trong series tính đến Zoku Owarimonogati đã được dịch sang tiếng Anh.
Vào năm 2017, IPM đã mua được bản quyền series light novel để phát hành tại Việt Nam. Công ty đã phát hành Bakemonogatari trong ba tập với tập đầu tiên vào ngày 1 tháng 1 năm 2022.
Kodansa đã bắt đầu phát hành phiên bản sách nói tiếng Nhật của toàn bộ series qua Audible từ ngày 17 tháng 2 năm 2021. Mỗi tiểu thuyết được diễn đọc bởi các diễn viên lồng tiếng của bản chuyển thể anime. Một tiểu thuyết được phát hành mỗi tháng cho đến ngày 16 tháng 6 năm 2023, cùng với tập Shinomonogatari thứ hai.

### Anime
Bản chuyển thể anime của Bakemonogatari đã được công bố vào tháng 4 năm 2008 và được phát sóng từ ngày 3 tháng 7 đến ngày 25 tháng 9 năm 2009 trên Tokyo MX. Bộ anime gồm 15 tập được sản xuất bởi Shaft và được đạo diễn bởi Shinbō Akiyuki cùng với đạo diễn series Oishi Tatsuya. Công việc biên kịch chính được Shinbō và đội ngũ sản xuất của Shaft thực hiện dưới bút danh chung Tō Fuyashi, thiết kế nhân vật bởi Watanabe Akio (dựa trên minh hoạ gốc của Vofan), và kịch bản được soạn thảo bởi Kizawa Yukito cùng Nakamoto Muneo. Kōsaki Satoru đảm nhận việc soạn nhạc cho anime. 12 tập đầu được phát sóng trên truyền hình trong khi ba tập còn lại được phân phối trên website của anime từ ngày 3 tháng 11 năm 2009 đến ngày 25 tháng 6 năm 2010. Tại Sakura-Con 2012, Aniplex of America đã thông báo sẽ phát hành Bakemonogatari ở Bắc Mỹ. Toàn bộ 15 tập cùng phụ đề tiếng Anh đã được phát hành ở định dạng Blu-ray vào ngày 20 tháng 11 năm 2012.
Bản chuyển thể anime dài 11 tập của Nisemonogatari được phát sóng từ ngày 8 tháng 1 đến ngày 18 tháng 3 năm 2012, thực hiện bởi cùng đội ngũ sản xuất của Bakemonogatari, nhưng với Itamura Tomoyuki thay thế Tatsuya Oishi ở vị trí đạo diễn. Bản chuyển thể anime dài bốn tập của Nekomonogatari (Kuro) (猫物語(黒) "Miêu Truyện (Đen)") được phát sóng trong ngày 31 tháng 12 năm 2012. Hai tập tổng hợp trên Blu-ray và DVD đã được phát hành vào ngày 6 tháng 3 năm 2013 và ngày 3 tháng 4 năm 2013. Bộ anime truyền hình có tên Monogatari Series Second Season bao gồm năm trong sáu tiểu thuyết từ Nekomonogatari (Shiro) (猫物語(白) "Miêu Truyện (Trắng)") tới Koimonogatari, đã được phát sóng từ ngày 7 tháng 7 đến ngày 29 tháng 12 năm 2013. Aniplex USA sau đó đã phát hành bản Blu-ray vào ngày 22 tháng 4 và ngày 24 tháng 6 năm 2014. Kabukimonogatari và Onimonogatari được Tatsuwa Naoyuki và Yase Yuki đảm nhận ở vị trí đạo diễn series cho các phần truyện tương ứng dưới sự chỉ đạo của Itamura và Shinbō. Năm tập của Second Season chuyển thể từ phần Hanamonogatari của bộ tiểu thuyết đã bị trì hoãn so với lịch phát sóng ban đầu vì các vấn đề khi sản xuất và sau đó được phát sóng trong ngày 16 tháng 8 năm 2014.
Bản chuyển thể dài bốn tập từ tiểu thuyết đầu tiên trong loạt truyện thứ ba của series, Tsukimonogatari, được phát sóng trong ngày 31 tháng 12 năm 2014. Bộ anime truyền hình dài 13 tập chuyển thể từ hai tiểu thuyết khác trong loạt truyện thứ ba của series có tên Owarimonogatari, được phát sóng từ ngày 3 tháng 10 đến ngày 19 tháng 12 năm 2015. Bộ ba phim anime chuyển thể từ tiểu thuyết tiền truyện Kizumonogatari đã được sản xuất với phần đầu tiên, Kizumonogatari I: Tekketsu-hen, ra mắt vào ngày 8 tháng 1 năm 2016, phần thứ hai, Kizumonogatari II: Nekketsu-hen, ra mắt vào ngày 19 tháng 8 năm 2016, phần thứ ba cũng là phần kết, Kizumonogatari III: Reiketsu-hen, ra mắt vào ngày 6 tháng 1 năm 2017. Anime chuyển thể từ Koyomimonogatari có thể được tải xuống từ App Store và Google Play từ ngày 9 tháng 1 năm 2016. Anime truyền hình dài bảy tập chuyển thể từ tập ba của tiểu thuyết Owarimonogatari được phát sóng vào ngày 12 và 13 tháng 8 năm 2017. Bản chuyển thể của Zoku Owarimonogatari đã được công chiếu tại các rạp phim vào ngày 10 tháng 11 năm 2018 và sau đó được phát hành trong hai tập ở định dạng Blu-ray và DVD vào ngày 27 tháng 2 và ngày 27 tháng 3 năm 2019. Phim cũng được được phát sóng trên TV trong sáu tập từ ngày 18 tháng 5 đến ngày 22 tháng 6 năm 2019.
Vào tháng 1 năm 2024, anime chuyển thể của Off Season và Monster Season đã được công bố, với sự trở lại của tổng đạo diễn Shinbō Akiyuki, nhà thiết kế nhân vật Watanabe Akio và xưởng phim Shaft. Yoshizawa Midori đảm nhận vai trò đạo diễn và Ōshima Miku là nhà biên kịch. Các tập phim được phát sóng trên Abema từ ngày 6 tháng 7 đến ngày 19 tháng 10 năm 2024. Crunchyroll đã cấp phép phát hành loạt phim.
Bản chuyển thể anime không đi theo thứ tự của bộ tiểu thuyết. Kizumonogatari dự kiến sẽ được phát hành trong năm 2012 sau Bakemonogatari nhưng đã bị trì hoãn đến năm 2016 vì các vấn đề khi sản xuất. Hanamonogatari dự kiến sẽ được chuyển thể theo đúng vị trí ban đầu trong tiểu thuyết, nhưng đã bị hoãn lại và được phát sóng sau Monogatari Series Second Season. Tuy nhiên, trong box set Blu-ray của Monogatari Series Second Season, Hanamonogatari được xếp ở phần thứ ba. Koyomimonogatari ở bản tiểu thuyết được phát hành trước Owarimonogatari, nhưng trong bản anime nó được phát hành trên ứng dụng App Store và Google Play sau Kizumonogatari I và Owarimonogatari.

### Âm nhạc
Nhiều ca khúc mở đầu được viết bởi Meg Rock, soạn bởi Kōsaki Satoru cùng Mito, và được thể hiện bởi chính diễn viên lồng tiếng của các nhân vật chính. Ca khúc kết thúc của Bakemonogatari, "Kimi no Shiranai Monogatari" (君の知らない物語 n.đ. "Câu Chuyện Mà Cậu Không Biết"), do Supercell sản xuất và phát hành vào ngày 12 tháng 8 năm 2019, được thể hiện bởi giọng ca của Yanagi Nagi, đã đạt vị trí thứ 5 trong bảng xếp hạng đĩa đơn của Oricon. Ca khúc kết thúc của Nisemonogatari là "Naisho no Hanashi" (ナイショの話 n.đ. "Câu Chuyện Chưa Được Bật Mí") do ClariS thể hiện và được viết bởi Ryo của Supercell. Ca khúc kết thúc của Nekomonogatari (Kuro) là "Kieru Daydream" (消えるdaydream n.đ. "Giấc Mơ Tan Vỡ"), được viết bởi Kodama Saori, soạn bởi Kōsaki Satoru và thể hiện bởi Kawano Marina. Monogatari Series Second Season có bốn ca khúc kết thúc: "Ai o Utae" (アイヲウタエ n.đ. "Tớ Yêu Cậu"), do Jin (Shizen no Teki-P) sản xuất và Haruna Runa thể hiện cho Nekomonogatari (Shiro) và Kabukimonogatari; "Sono Koe o Oboeteru" (その声を覚えてる n.đ. "Giọng Nói Thân Thuộc Ấy") bởi Kawano cho Otorimonogatari và Onimonogatari; "snowdrop" bởi Haruna và Kawano cho Koimonogatari; và "Hanaato -Shirushi-" (花痕 -shirushi-) bởi Kawano cho Hanamonogatari. Monogatari Series Final Season có năm ca khúc kết thúc: "Border" bởi ClariS cho Tsukimonogatari, "Sayonara no Yukue" (さよならのゆくえ n.đ. "Tương Lai Của Lời Biệt Ly") bởi Takigawa Alisa cho phần đầu của Owarimonogatari, "whiz" bởi TrySail cho Koyomimonogatari, "Shiori" bởi ClariS cho phần hai của Owarimonogatari, và "azure" bởi TrySail cho Zoku Owarimonogatari. Ca khúc kết thúc của Monogatari Series Off & Monster Season là "Undead" do Yoasobi trình bày.

#### Utamonogatari
Bộ sưu tập các ca khúc chủ đề có nhan đề Utamonogatari (歌物語 Utamonogatari) được phát hành vào ngày 6 tháng 1 năm 2016 đã đạt vị trí số 1 trong bảng xếp hạng album hàng tuần của Oricon tại thời điểm đó với hơn 66.000 bản được bán ra. Đây là bộ sưu tập ca khúc chủ đề anime thứ năm dẫn đầu bảng xếp hạng album hàng tuần của Oricon kể từ album One Piece Memorial Best năm 2010. Bộ sưu tập cũng bán được hơn 100.000 bản và được Hiệp hội Ghi âm Nhật Bản chứng nhận là Đĩa Vàng. Đĩa 1 gồm các ca khúc mở đầu và kết thúc của Monogatari First Season: Bakemonogatari, Nisemonogatari, và Nekomonogatari (Kuro). Đĩa 2 gồm các ca khúc mở đầu và kết thúc của Monogatari Second Season: Nekomonogatari (Shiro), Kabukimonogatari, Hanamonogatari, Otorimonogatari, Onimonogatari, và Koimonogatari.
| Đĩa 1            | Đĩa 1                                            | Đĩa 1            | Đĩa 1      |
| STT              | Nhan đề                                          | Thể hiện         | Thời lượng |
| ---------------- | ------------------------------------------------ | ---------------- | ---------- |
| 1.               | "staple stable"                                  | Saitō Chiwa      | 4:33       |
| 2.               | "Kaerimichi"                                     | Katō Emiri       | 4:04       |
| 3.               | "Ambivalent World"                               | Sawashiro Miyuki | 4:15       |
| 4.               | "Ren'ai Circulation" (恋愛サーキュレーション)    | Hanazawa Kana    | 4:12       |
| 5.               | "Sugar Sweet Nightmare"                          | Horie Yui        | 4:27       |
| 6.               | "Kimi no Shiranai Monogatari" (君の知らない物語) | Yanagi Nagi      | 5:40       |
| 7.               | "Futakotome" (二言目)                            | Saitō Chiwa      | 4:23       |
| 8.               | "Marshmallow Justice"                            | Kitamura Eri     | 4:13       |
| 9.               | "Platinum Disco" (白金ディスコ)                  | Iguchi Yuka      | 4:14       |
| 10.              | "Naisho no Hanashi" (ナイショの話)               | ClariS           | 4:19       |
| 11.              | "perfect slumbers"                               | Horie Yui        | 4:26       |
| 12.              | "Kieru daydream" (消えるdaydream)                | Kawano Marina    | 4:38       |
| Tổng thời lượng: | Tổng thời lượng:                                 | Tổng thời lượng: | 53:24      |

| Đĩa 2            | Đĩa 2                                          | Đĩa 2                           | Đĩa 2      |
| STT              | Nhan đề                                        | Thể hiện                        | Thời lượng |
| ---------------- | ---------------------------------------------- | ------------------------------- | ---------- |
| 1.               | "chocolate insomnia"                           | Horie Yui                       | 4:36       |
| 2.               | "happy bite"                                   | Katō Emiri                      | 4:09       |
| 3.               | "Ai o Utae" (アイヲウタエ)                     | Haruna Luna                     | 4:09       |
| 4.               | "the last day of my adolescence"               | Sawashiro Miyuki                | 4:22       |
| 5.               | "Hana Ato -shirushi-" (花痕 -shirushi-)        | Kawano Marina                   | 4:30       |
| 6.               | "Mōsō♡Express" (もうそう♡えくすぷれす)         | Hanazawa Kana                   | 4:21       |
| 7.               | "White Lies"                                   |                                 | 3:23       |
| 8.               | "Sono Koe o Oboeteru" (その声を覚えてる)       | Kawano Marina                   | 4:06       |
| 9.               | "fast love"                                    | Saitō Chiwa                     | 4:35       |
| 10.              | "Kogarashi Sentiment" (木枯らしセンティメント) | Saitō Chiwa và Miki Shin'ichirō | 4:35       |
| 11.              | "snowdrop"                                     | Haruna Luna × Kawano Marina     | 5:09       |
| Tổng thời lượng: | Tổng thời lượng:                               | Tổng thời lượng:                | 47:56      |

#### Utamonogatari 2
Bộ sưu tập các ca khúc chủ đề thứ hai có nhan đề Utamonogatari 2 (歌物語2 Utamonogatari 2) được phát hành vào ngày 10 tháng 5 năm 2019 đã bán được hơn 16.000 bản trong tuần đầu tiên và đạt vị trí số 1 trong bảng xếp hạng album hàng tuần của Oricon. Bộ sưu tập gồm các ca khúc mở đầu và kết thúc của Monogatari Final Season: Tsukimonogatari, Owarimonogatari I và II, và Zoku Owarimonogatari. Nó cũng bao gồm ca khúc kết thúc của Koyomimonogatari, hai ca khúc kết thúc của bộ ba phim điện ảnh Kizumonogatari và ca khúc mở đầu của trò chơi di động PucPuc.
| Đĩa 1            | Đĩa 1                                  | Đĩa 1                | Đĩa 1      |
| STT              | Nhan đề                                | Thể hiện             | Thời lượng |
| ---------------- | -------------------------------------- | -------------------- | ---------- |
| 1.               | "Orange Mint" (オレンジミント)         | Hayami Saori         | 4:34       |
| 2.               | "border"                               | ClariS               | 4:26       |
| 3.               | "decent black"                         | Mizuhashi Kaori      | 4:39       |
| 4.               | "mathemagics"                          | Inoue Marina         | 4:04       |
| 5.               | "Yūritsu Hōteishiki" (夕立方程式)      | Inoue Marina         | 4:41       |
| 6.               | "mein schatz"                          |                      | 4:04       |
| 7.               | "Sayonara no Yukue" (さよならのゆくえ) | Takigawa Alisa       | 3:58       |
| 8.               | "terminal terminal"                    | Katō Emiri           | 4:29       |
| 9.               | "dreamy date drive"                    | Saitō Chiwa          | 4:42       |
| 10.              | "dark cherry mystery"                  | Mizuhashi Kaori      | 3:51       |
| 11.              | "SHIORI"                               | ClariS               | 4:11       |
| 12.              | "07734"                                | Kamiya Hiroshi       | 3:46       |
| 13.              | "azure"                                | TrySail              | 4:27       |
| 14.              | "whiz"                                 | TrySail              | 4:27       |
| 15.              | "étoile et toi [édition le bleu]"      | Clémentine           | 5:53       |
| 16.              | "étoile et toi [édition le blanc]"     | Clémentine ＆ Ainhoa | 5:58       |
| 17.              | "wicked prince"                        | princess à la mode   | 3:57       |
| Tổng thời lượng: | Tổng thời lượng:                       | Tổng thời lượng:     | 76:07      |

### Manga
Bản chuyển thể manga của series do Oh! great minh hoạ bắt đầu được đăng trên tạp chí Weekly Shōnen Magazine của Kodansha từ ngày 14 tháng 3 năm 2018. Vertical bắt đầu phát hành manga ở khu vực Bắc Mỹ từ tháng 10 năm 2019. Manga kết thúc vào ngày 15 tháng 3 năm 2023, tập tankōbon thứ 22 cũng là tập cuối được phát hành ở Nhật Bản vào ngày 17 tháng 5.

### Phương tiện khác
Một drama CD có nhan đề Original Drama CD Hyakumonogatari (オリジナルドラマCD　佰物語 Orijinaru Dorama Shīdi Hyakumonogatari), theo tên trò chơi trong phòng Hyakumonogatari Kaidankai, đã được phát hành vào ngày 3 tháng 8 năm 2009. Kịch bản được viết bởi Nisio Isin và được đóng gói cùng với CD. Một trò chơi visual novel trên PlayStation Portable có tên Bakemonogatari Portable (化物語 ポータブル) do Bandai Namco Games phát triển đã được phát hành vào ngày 23 tháng 8 năm 2012.
Good Smile Company đã sản xuất nhiều mô hình nendoroid nhỏ cho series và phát hành ở các bộ riêng biệt. Bộ đầu tiên gồm các nhân vật Araragi Koyomi, Senjōgahara Hitagi và Hanekawa Tsubasa. Bộ thứ hai gồm Kanbaru Suruga, Hachikuji Mayoi và Sengoku Nadeko và bộ thứ ba gồm chị em nhà Araragi, Karen và Tsukihi, cũng như Oshino Shinobu. 
Công ty cũng sản xuất dòng mô hình riêng với tỉ lệ 1/8 của Senjōgahara Hitagi, 
Kanbaru Suruga, 
Sengoku Nadeko, 
Hanekawa Tsubasa, 
Hachikuji Mayoi, 
Araragi Karen, 
Araragi Tsukihi, 
Oshino Shinobu, 
Kiss-Shot Acerola-Orion Heart-Under-Blade (từ Kizumonogatari), 
Sengoku Nadeko ở dạng Medusa, 
và Ononoki Yotsugi. 
Họ cũng làm mô hình figma của nhiều nhân vật: Araragi Koyomi, 
Senjōgahara Hitagi, 
Hachikuji Mayoi 
Kanbaru Suruga, 
Sengoku Nadeko, 
và Hanekawa Tsubasa. Công ty đã dự định sẽ sản xuất mô hình chị em nhà Araragi, Karen và Tsukihi. Các công ty như Alter, Bandai, Kotobukiya cũng đã sản xuất mô hình của một số nhân vật khác.

## Đón nhận
Series light novel được xếp hạng sáu trong sách hướng dẫn light novel Kono Light Novel ga Sugoi! số năm 2009 do Takarajimasha xuất bản. Sau đó series đã leo lên hạng hai trong số năm 2010, và số năm 2017 ở hạng mục tankōbon. Trong số năm 2019, ở hạng mục tankōbon, series được xếp hạng ba. Trong số năm 2020, 10 light novel của thập niên qua đã được lộ diện, và series Monogatari đứng ở vị trí thứ 10. Araragi Koyomi được xếp hạng sáu trong mục Nhân vật nam tuyệt vời nhất vào năm 2009, hạng hai năm 2010, hạng bảy năm 2011, hạng ba năm 2012, và hạng sáu năm 2013. Trong khi đó Senjōgahara Hitagi được xếp hạng bảy trong mục Nhân vật nữ tuyệt vời nhất vào năm 2009, hạng bốn năm 2010, hạng tám năm 2011, và hạng bảy năm 2012.
Bản chuyển thể anime đã thắng hạng mục Giải thưởng đặc biệt của người dùng tại DEG Japan Awards/Blu-ray Prizes năm thứ hai. Tổng cộng hơn một triệu bản DVD và BD của Bakemonogatari và Nisemonogatari đã được bán ra tính đến tháng 9 năm 2012. Xuyên suốt 27 tập, series đã bán được hơn hai triệu bản DVD và BD tính đến tháng 10 năm 2015. Tại Tokyo Anime Award tổ chức năm 2017, Bakemonogatari được bình chọn là anime hay nhất năm 2009.
Liz Adler từ Comic Book Resources đánh giá tác phẩm là "một trong những series thú vị và khác thường nhất" ra mắt trong thập niên 2010 và tán dương Monogatarivì sự nổi trội "so với các series ma cà rồng siêu nhiên khác trong không gian anime". CBR nhận xét thêm rằng các nhân vật, âm nhạc, lời thoại, trải nghiệm, và hoạt ảnh đã để lại dấu ấn sâu sắc, trong khi tương tác giữa Araragi và các bé gái, Kanbaru Suruga là les, phụ nữ cần được cứu bởi đàn ông, sự tương đồng với anime harem, và fan service thì không.
Barbara Greene trong bài viết "Haunted Psychologies: The Specter of Postmodern Trauma in Bakemonogatari" cho rằng series này đã phê phán văn hoá tiêu thụ của otaku và tính vật hoá cố hữu trong chủ nghĩa tư bản tiêu dùng, đồng thời phản ánh sự sụp đổ của cách dẫn truyện truyền thống trong thời kỳ hậu hiện đại qua lối kể chuyện và phong cách hình ảnh phi tuyến tính. Greene chỉ ra otaku bị cuốn hút bởi moe-kyara, những nhân vật được cách điệu hoá, cho phép họ tự luận ra những ý nghĩa của riêng mình, nhưng hoạt động tiêu thụ này cuối cùng lại kéo dài thêm vòng đau khổ luẩn quẩn vốn đã không có hồi kết. Bà kết luận Bakemonogatari miêu tả một thế giới nơi ý nghĩa được tạo dựng nhưng không bao giờ thật sự được thoả mãn, đóng vai trò vừa là sản phẩm, vừa là lời bình luận về những tổn thương tâm lý của văn hoá tiêu thụ hậu hiện đại.
Bài viết của Christopher Smith "The Text Inside Us: Text on Screen and the Intertextual Self in Bakemonogatari" phân tích cách mà anime Bakemonogatari sử dụng những đoạn văn bản ngắt cảnh trên màn hình để tạo ra hiệu quả gián cách, nhấn mạnh tính chất liên văn bản trong những dòng suy nghĩ, hồi ức và khao khát của các nhân vật. Thông qua việc sử dụng phép chính tả tiếng Nhật cổ và lồng văn bản sâu vào thể thức kể chuyện, bộ anime không chỉ làm nổi bật cách câu chuyện được xây dựng mà còn đặt chủ đề của tác phẩm vào trong bối cảnh lịch sử hiện đại của Nhật Bản. Smith lập luận rằng Bakemonogatari đóng vai trò như bài bàn luận tự phản chiếu về tính chủ quan trong thế giới hậu hiện đại, ngụ ý bản ngã không phải một cấu trúc biệt lập thật sự mà là một tạo vật liên văn bản được định hình bởi những ảnh hưởng xã hội cũng như lịch sử.